# Tantramar (Nouveau-Brunswick)
Tantramar est une ville du Nouveau-Brunswick au Canada, située dans le comté de Westmorland. Elle est créée le 1er janvier 2023 par la fusion de Sackville et de Dorchester.

## Géographie
La municipalité s'étend sur 79,62 km2 dans l'isthme de Chignectou, à l'est du Nouveau-Brunswick. Elle est baignée au sud par la baie de Fundy et est limitrophe à l'est de la province de Nouvelle-Écosse.

## Histoire
La municipalité est créée le 1er janvier 2023 par la fusion de la ville de Sackville avec le village de Dorchester, et par l'annexion de portions des districts de services locaux (DSL) de la paroisse de Dorchester, de Pont-à-Buot et de la paroisse de Sackville, dans le cadre de la réforme territoriale de la province.

## Politique et administration

### Représentation fédérale et provinciale
Tantramar fait partie de la circonscription fédérale de Beauséjour. Cette circonscription est représentée à la Chambre des communes du Canada par Dominic LeBlanc, du Parti libéral.
La ville fait partie de la circonscription provinciale de Memramcook-Tantramar, qui est représentée à l'Assemblée législative du Nouveau-Brunswick par Megan Mitton, du Parti vert, élue en 2018 et réélue en 2020.

### Administration municipale
La ville est dirigée par un conseil municipal de neuf membres, dont le maire, élus pour un mandat de quatre ans. Les premières élections ont eu lieu le 28 novembre 2022.
| Période          | Période  | Identité     | Étiquette | Qualité |
| ---------------- | -------- | ------------ | --------- | ------- |
| 1er janvier 2023 | en cours | Andrew Black |           |         |